# أصحاب الرس

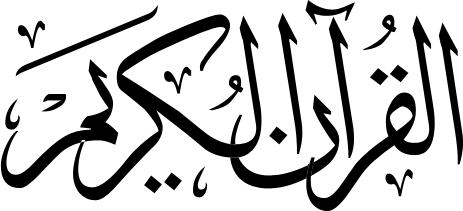

أصحاب الرس هم القوم المذكورون في القرآن في سورة الفرقان ﴿وَعَادًا وَثَمُودَ وَأَصْحَابَ الرَّسِّ وَقُرُونًا بَيْنَ ذَلِكَ كَثِيرًا ۝٣٨ وَكُلًّا ضَرَبْنَا لَهُ الْأَمْثَالَ وَكُلًّا تَبَّرْنَا تَتْبِيرًا ۝٣٩﴾ [الفرقان:38–39] وفي سورة ق ﴿كَذَّبَتْ قَبْلَهُمْ قَوْمُ نُوحٍ وَأَصْحَابُ الرَّسِّ وَثَمُودُ ۝١٢ وَعَادٌ وَفِرْعَوْنُ وَإِخْوَانُ لُوطٍ ۝١٣ وَأَصْحَابُ الْأَيْكَةِ وَقَوْمُ تُبَّعٍ كُلٌّ كَذَّبَ الرُّسُلَ فَحَقَّ وَعِيدِ ۝١٤ أَفَعَيِينَا بِالْخَلْقِ الْأَوَّلِ بَلْ هُمْ فِي لَبْسٍ مِنْ خَلْقٍ جَدِيدٍ ۝١٥﴾.
هم على قول ابن عباس أهل قرية من قرى ثمود، والرس الذي نسبوا إليه هو بئر في أذربيجان، وسمي هذا البئر بالرس لأنهم رسوا نبيهم فيه «أي أغرقوه فيه ودفنوه» وهم قوم نبي يُقال له حنظلة بن صفوان كذبوه وقتلوه فأهلكهم الله؛ وكانوا عُبَّاداً لشجرة صنوبر غرسها يافث بن نوح وتسمى شاهدرخت.

## تفسير القرطبي
قوله تعالى: وعاداً وثمود وأصحاب الرس وقروناً بين ذلك كثيرا. أي اذكر عاداً الذين كذبوا هوداً فأهلكم الله بالريح العقيم، وثموداً كذبوا صالحاً فأهلكوا بالرجفة.
وأصحاب الرس، والرس في كلام العرب البئر التي تكون غير مطوية، والجمع رساس، قال: تنابلة يحفرون الرساسا يعني آبار المعادن.
قال ابن عباس: سألت كعباً عن أصحاب الرس قال: صاحب يس الذي قال: ﴿وَجَاءَ مِنْ أَقْصَى الْمَدِينَةِ رَجُلٌ يَسْعَى قَالَ يَا قَوْمِ اتَّبِعُوا الْمُرْسَلِينَ ۝٢٠﴾ [يس:20] قتله قومه ورسوه في بئر لهم يقال لها الرس طرحوه فيها، وكذا قال مقاتل. وقال علي: هم قوم كانوا يعبدون شجرة صنوبر فدعا عليهم نبيهم، وكان من ولد يهوذا، فيبست الشجرة فقتلوه ورسوه في البئر، فأظلتهم سحابة سوداء فأحرقتهم. وقال وهب بن منبه: كانوا أهل بئر يقعدون عليها وأصحاب مواشي، وكانوا يعبدون الأصنام، فأرسل الله إليهم شعيباً فكذبوه وآذوه، وتمادوا على كفرهم وطغيانهم، فبينما هم حول البئر في منازلهم انهارت بهم وبديارهم، فخسف الله بهم فهلكوا جميعاً.
وأما أصحاب الرس فقال ابن جُرَيْج، عن ابن عباس: هم أهل قرية من قرى ثمود. وقال ابن جريج: قال عكرمة: أصحاب الرَسّ بفَلَج وهم أصحاب يس. وقال قتادة: فَلَج من قرى اليمامة.
وقال ابن أبي حاتم: حدثنا أحمد بن عمرو بن أبي عاصم [النبيل]، حدثنا الضحاك بن مَخْلَد أبو عاصم، حدثنا شبيب بن بشر، حدثنا عكرمة عن ابن عباس في قوله: (وَأَصْحَابَ الرَّسِّ) قال: بئر بأذربيجان.
وقال سفيان الثوري عن أبي بُكَيْر، عن عكرمة: الرس بئر رَسوا فيها نبيهم. أي: دفنوه بها.
وقال محمد بن إسحاق، عن محمد بن كعب القرضي قال: قال رسول الله صلى الله عليه وسلم: «إن أول الناس يدخل الجنة يوم القيامة العبد الأسود، وذلك أن الله -تعالى وتبارك -بعث نبيا إلى أهل قرية، فلم يؤمن به من أهلها إلا ذلك العبد الأسود، ثم إن أهل القرية عدَوا على النبي، فحفروا له بئرا فألقوه فيها، ثم أطبقوا عليه بحجر ضخم» قال: «فكان ذلك العبد يذهب فيحتطب على ظهره، ثم يأتي بحطبه فيبيعه، ويشتري به طعاما وشرابا، ثم يأتي به إلى تلك البئر، فيرفع تلك الصخرة، ويعينه الله عليها، فيدلي إليه طعامه وشرابه، ثم يردها كما كانت». قال: «فكان ذلك ما شاء الله أن يكون، ثم إنه ذهب يوماً يحتطب كما كان يصنع، فجمع حطبه وحَزم وفرغ منها فلما أراد أن يحتملها وجد سنة، فاضطجع فنام، فضرب الله على أذنه سبع سنين نائماً، ثم إنه هَبّ فتمطى، فتحول لشقه الآخر فاضطجع، فضرب الله على أذنه سبع سنين أخرى، ثم إنه هب واحتمل حُزْمَته ولا يحسبُ إلا أنه نام ساعة من نهار فجاء إلى القرية فباع حزمته، ثم اشترى طعاما وشرابا كما كان يصنع. ثم ذهب إلى الحفيرة في موضعها الذي كانت فيه، فالتمسه فلم يجده. وكان قد بدا لقومه فيه بَداء، فاستخرجوه وآمنوا به وصدقوه». قال: «فكان نبيهم يسألهم عن ذلك الأسود: ما فعل؟ فيقولون له: لا ندري. حتى قبض الله النبي، وَأهبّ الأسودَ من نومته بعد ذلك». فقال رسول الله صلى الله عليه وسلم: «إن ذلك الأسودَ لأولُ من يدخل الجنة».
وهكذا رواه ابن جرير—عن ابن حميد، عن سلمة عن ابن إسحاق، عن محمد بن كعب مرسلا. وفيه غرابة ونَكارَةٌ، ولعل فيه إدْرَاجاً، وأما ابن جرير فقال: لا يجوز أن يحمل هؤلاء على أنهم أصحاب الرس الذين ذكروا في القرآن؛ لأن الله أخبر عنهم أنه أهلكهم، وهؤلاء قد بدا لهم فآمنوا بنبيهم، اللهم إلا أن يكون حدث لهم أحداث، آمنوا بالنبي بعد هلاك آبائهم.

## في الدراسات الحديثة
يرجح باحثون محدثون أن الرس المذكورة في القرآن هي التي ذكرها بطليموس في كتابه (الجغرافية) باسم أرساي Arsai:
 The Thamyditai inhabit the first part of this coast; then the Sidenoi; then the Darrai; next to these the Banoubaroi; then the Arsai.
وللباحث الآثاري السعودي عادل الحداري قراءة للنص القرآني المتضمن ذكر أصحاب الرس وخلاله ذهب إلى كونهم أهل واحة تيماء القرية المشهورة على طريق التجارة القديم أعالي الحجاز والواقعة اليوم شمال غرب السعودية ويئرها المسمى هداج هو الرس الذي عناه القرآن.